# Rječnik vojnih izraza NDH
| Indeks: 0-9 A B C Č Ć D Dž Đ E F G H I J K L Lj M N Nj O P Q R S Š T U V W X Y Z Ž |

## B
- bod - bajuneta

## D
- dojavne postrojbe - izvidničke postrojbe

## G
- gombaonica - gimnastička dvorana

## H
- hodnja - marš

## K
- koturaška postrojba - biciklistička postrojba

## L
- letica - putanja (metka)

## M
- mirozov - trubačka skladba koja se svira navečer kao poziv na spavanje, suprotno od budnice
- mnogokut - vježbalište

## O
- opkopari - inženjerijske postrojbe

## P
- povozna postrojba - transportna postrojba
- povoz - transport
- prorov - tunel
- puškostrojnica - teška strojnica
- pučki ustanak - posljednji poziv, pričuvnici pozvani kao zadnja opcija; vidi pučko-ustaški zbor

## R
- roj - desetina

## S
- samokres - pištolj
- samovozna postrojba - motorizirana postrojba
- sdrug - isto što i zdrug, brigada
- sklop - topnička bitnica
- službovnik - pravila službe
- sprema - mobilizacija
- stavnja - pregled novaka
- strojosamokres - automatski pištolj

## T
- tvorivo - materijal

## V
- vježbovnik - priručnik s uputama za časnike i dočasnike domobranstva

## Z
- zdrug - brigada
- znakovni - signalni